# Letztendlich sind wir dem Universum egal (Film)
Letztendlich sind wir dem Universum egal (englischer Originaltitel: Every Day) ist ein US-amerikanischer Fantasy-Drama-Film von Michael Sucsy, basierend auf dem gleichnamigen Roman von David Levithan. Im Film spielt Angourie Rice die 16-jährige Rhiannon, die sich in eine wandernde Seele verliebt, die jeden Morgen in einem anderen Körper aufwacht; Justice Smith, Debby Ryan und Maria Bello spielen ebenfalls Hauptrollen.

## Handlung
„A“ ist ein reisender Geist, der jeden Tag im Körper eines anderen Teenagers erlebt. A erwacht im Körper von Justin, dem nachlässigen Freund von Rhiannon. In der Schule nähert sich Rhiannon Justin, dessen Körper von A übernommen wurde, und überzeugt ihn, die Schule mit ihr zu schwänzen. Im Laufe des Tages verliebt sich A in Rhiannon, als sie nach dem Zusammenbruch ihres Vaters, der fast zum Verlust des Hauses ihrer Familie geführt hätte, ihm ihr unruhiges Privatleben anvertraut. Rhiannon empfindet eine wiedererwachte Liebe zu Justin, der anscheinend ein nachdenklicherer und fürsorglicherer Mensch ist. Am nächsten Tag stellt sie allerdings fest, dass Justin in sein altes, unvorsichtiges Selbst zurückgekehrt ist und sich nicht mehr an den Vortag erinnert, da A seinen Körper übernommen hatte. Währenddessen wacht A im Körper von Amy auf und gibt sich als Austauschschülerin aus, um Rhiannon nahe zu sein.
Am nächsten Tag wacht A als Nathan auf, besucht eine Party und findet Rhiannon. A tanzt zusammen mit ihr und Rhiannon gibt A ihre Handynummer. A sagt Rhiannon, dass sie etwas Besseres als Justin verdient hat, bevor Justin A verjagt. Ein paar Tage später schickt A Rhiannon eine SMS, um sich zu treffen, und sie tut es, im Glauben, sie träfe Nathan von der Party. A kommt jedoch als Megan und erklärt, dass A Justin, Amy und Nathan sei und sich in sie verliebt habe. Rhiannon ist zunächst abweisend, aber willigt dennoch ein, sich am nächsten Tag wieder mit A zu treffen. Nun enthüllt A – diesmal im Körper von James – dass A seit seiner Kindheit jeden Tag die Körper gewechselt hat. A zeigt Rhiannon einen privaten Instagram-Account mit Bildern, die in jedem Körper aufgenommen wurden und über den Rhiannon mit A kommunizieren kann. Nach einer Begegnung mit Nathan, der inzwischen glaubt, er sei vom Teufel besessen, erkennt Rhiannon, dass A real ist. A, im Körper des transgenderen Teenagers Vic, überzeugt Rhiannon, A eine Chance zu geben, da es die Seele ist, die zählt, nicht der Körper. Nach einigem Nachdenken erklärt sich Rhiannon bereit, A weiterhin zu treffen.
Überrascht, im Körper von Rhiannon selbst zu erwachen, sieht A es als eine Gelegenheit, Rhiannon besser kennen zu lernen. A verspricht, Rhiannons Privatsphäre und ihr Leben zu respektieren und nicht mit Justin Schluss zu machen oder Rhiannons nackten Körper zu betrachten. Im Laufe des Tages schließt A eine Verbindung zu Rhiannons Eltern und ihrer Schwester. Am nächsten Tag, als Rhiannon endlich den Mut gefunden hat, macht sie mit Justin Schluss. Sie lädt A sofort zu einem Wochenendausflug in die Hütte ihres Onkels ein. A spricht im Körper von Xavier über den Tag in Rhiannons Körper. Rhiannon erzählt A, dass es wunderbar sein könnte, eine Spur zu hinterlassen, damit die Menschen wissen, dass A existiert, aber A fühlt sich verpflichtet, die Erinnerungen der Menschen unverändert zu lassen. Am Ende des Tages gibt A Rhiannon einen Abschiedskuss und verspricht, am nächsten Tag zurückzukehren, tut es aber nicht, so dass Rhiannon gezwungen ist, ihre Mutter anzurufen, um sie abzuholen. A erklärt später, dass sich der Körper des Tages einer Lungentransplantation unterziehen musste. Rhiannon und A werden allmählich intim und versprechen, dass sie herausfinden werden, wie sie ihre Beziehung aufrechterhalten können.
A erwacht im Körper der selbstmordgefährdeten Kelsea und Rhiannon überredet A, den Körper von Kelsea mehr als 24 Stunden lang festzuhalten, um sie am Leben zu halten, bis Kelseas Vater auf ihr Problem aufmerksam gemacht werden kann. A ist erfolgreich und Rhiannon überredet A, im Körper ihres Klassenkameraden Alexander zu bleiben, damit sie zusammenbleiben können. Obwohl dies über mehrere Tage zu funktionieren scheint, ist A nicht bereit, das Leben eines anderen dauerhaft zu übernehmen. Als sie Rhiannon in Alexanders Haus einlädt, erklärt A, dass es nicht realistisch ist, für immer zusammen sein zu können, und dass Alexander selbst perfekt für Rhiannon ist. Rhiannon und A küssen sich zum Abschied und warten, bis A eingeschlafen ist. Am nächsten Tag erwacht A in einem anderen Körper und fährt nach New York, während Rhiannon Alexander in der Schule trifft.

## Produktion
Im Juni 2017 wurde bekannt gegeben, dass MGM die Filmrechte für den Roman Letztendlich sind wir dem Universum egal erworben hat. Angourie Rice wurde für die Rolle der Rhiannon verpflichtet und das Drehbuch stammt von Jesse Andrews, Autor von Ich und Earl und das Mädchen, unter der Regie von Michael Sucsy.
Im Juli 2017 wurde der Rest der Hauptdarsteller bekannt gegeben, als die Dreharbeiten in Toronto, Ontario, Kanada begannen. Später kam Owen Teague dazu. Der Film wurde zwischen dem 6. Juli bis 12. August 2017 in Toronto gedreht.

## Synchronisation
Der Film wurde bei der Splendid Synchron GmbH nach einem Dialogbuch von Alexander Löwe und unter der Dialogregie von Nana Spier vertont.
| Rolle     | Schauspieler      | Synchronsprecher         |
| --------- | ----------------- | ------------------------ |
| Rhiannon  | Angourie Rice     | Lina Rabea Mohr          |
| Justin    | Justice Smith     | Amadeus Strobl           |
| Jolene    | Debby Ryan        | Lydia Morgenstern        |
| Lindsey   | Maria Bello       | Claudia Urbschat-Mingues |
| Nathan    | Lucas Jade Zumann | David Kunze              |
| James     | Jacob Batalon     | Patrick Keller           |
| Alexander | Owen Teague       | Sebastian Kluckert       |
| Xavier    | Colin Ford        | Julian Tennstedt         |
| Nick      | Michael Cram      | Peter Flechtner          |

## Veröffentlichung
Es wurde zuvor angekündigt, dass der Film am 2. Februar 2018 veröffentlicht werden würde. Der Veröffentlichungstermin wurde erst auf den 27. April 2018 und schließlich auf den 23. Februar 2018 verschoben. In Deutschland kam der Film am 31. Mai 2018 in die Kinos. Das Studio gab rund 10 Millionen Dollar für Werbung aus.
Im Vereinigten Königreich hat das British Board of Film Classification dem Film ein 12A-Zertifikat ausgestellt, aber vier Sekunden entfernt, um diesse Klassifizierung zu erreichen. Bei dem geschnittenen Material handelte es sich um Darstellungen von Selbstmordmethoden.

## Kritik
Auf der Review-Aggregator-Website Rotten Tomatoes hat der Film eine Wertung von 63 %, basierend auf 64 Bewertungen, mit einer durchschnittlichen Bewertung von 5,7/10. Der kritische Konsens der Website lautet: „Letztendlich sind wir dem Universum egal vergeudet seine metaphysische Prämisse mit seichtem Storytelling, obwohl die vielfältigen jungen Darsteller einer ansonsten langweiligen Teenager-Romanze etwas Geschmack verleihen.“ Auf Metacritic hat der Film eine gewichtete Durchschnittsnote von 52 von 100, basierend auf 12 Kritiken, was „gemischte oder durchschnittliche Kritiken“ bedeutet. Die von CinemaScore befragten Zuschauer gaben dem Film eine Durchschnittsnote von „B+“ auf einer Skala von A+ bis F, während PostTrak berichtete, dass die Zuschauer den Film mit 64 % insgesamt positiv bewerten und 39 % „definitiv empfehlen“.
Die Deutsche Film- und Medienbewertung FBW in Wiesbaden verlieh dem Film das Prädikat besonders wertvoll.